# Rolf Landauer
Rolf Landauer William (4 de febrero de 1927 a 28 de abril de 1999) fue un físico alemán-americano que hizo contribuciones importantes en diversas áreas de la termodinámica de procesamiento de la información, la física de la materia condensada, y la conductividad de medios desordenados [1] En 1961. descubrió principio de Landauer, que en cualquier operación lógicamente irreversible que manipula la información, tales como borrar un poco de memoria, la entropía se incrementa y una cantidad asociada de la energía se disipa como calor. [1] Este principio es pertinente a la computación reversible, la información cuántica y computación cuántica. También es responsable de la fórmula Landauer en relación a la resistencia eléctrica de un conductor a sus propiedades de dispersión. Ganó la medalla de Stuart Ballantine del Instituto Franklin, el Premio Oliver Buckley de la Sociedad Americana de Física y la medalla IEEE Edison, entre muchos otros honores. [1]

## Biografía
Landauer nació el 4 de febrero de 1927 en Stuttgart, Alemania. Emigró a los Estados Unidos en 1938 para escapar de la persecución nazi de Judíos, se graduó en 1943 de la Escuela Secundaria Stuyvesant, uno de matemáticas de Nueva York y las escuelas de ciencias de imán, y obtuvo su licenciatura de la Universidad de Harvard en 1945. Después de servicio en la Marina de los EE.UU. como un compañero del electricista, obtuvo su Ph.D. de Harvard en 1950. [2]
Primero trabajó durante dos años en la NASA, entonces conocido como el Comité Consultivo Nacional para la Aeronáutica y en la edad de 25 años comenzó su carrera en los semiconductores en IBM. Como parte del equipo de dos personas responsables de la gestión de la División de Investigación de IBM en la década de 1960, se vio involucrado en una serie de programas, incluyendo el trabajo de la compañía en los láseres semiconductores. En 1969, fue nombrado Fellow de IBM.
Gran parte de su investigación después de 1969 relacionado con la cinética de las pequeñas estructuras. Se demostró que en los sistemas con dos o más estados en competencia de la estabilidad local, su probabilidad depende del ruido a lo largo de la ruta que los conecta. En la teoría de transporte de electrones, que está particularmente asociada con la idea, tomada de la teoría de circuitos, que el flujo eléctrico puede considerarse como una consecuencia de fuentes de corriente, así como los campos aplicados. También fue un pionero en el área de manejo de información. Sus principios se han aplicado a las computadoras y al proceso de medición y son la base para la propia demostración de Landauer que la comunicación, en principio, no puede evitar un uso reducido de la energía.
Rolf Landauer William murió el 28 de abril de 1999 en su casa en Briarcliff Manor de cáncer cerebral. [2]

## Premios y distinciones
- Miembro del IEEE
- miembro de la Academia Nacional de Ingeniería
- miembro de la Academia Nacional de Ciencias
- miembro de la Academia Europea de Ciencias y Artes
- Fellow de la Academia Americana de las Artes y las Ciencias
- Doctorado Honoris Causa, Technion en Israel
- 1991 Scott, profesor en el Laboratorio Cavendish de la Universidad de Cambridge
- 1992 Stuart Ballantine Medalla del Instituto Franklin
- Medalla del Centenario de la Universidad de Harvard en 1993,
- Oliver E. Buckley Premio de la Sociedad Americana de Física (1995)
- Moet Hennessey Louis Vuitton (LVMH) La ciencia al servicio Art Prize (1997)
- IEEE Medalla Edison (1998) Por sus contribuciones pioneras a la física de la informática y conducción.
- Medalla La Rolf Landauer de la Asociación Internacional ETOPIM (2009)

Todo su trabajo ha sido reconocido en ediciones especiales de dos revistas, de 10 años de diferencia. Son el Diario IBM de Investigación y Desarrollo (enero de 1988) y las superredes y microestructuras (marzo / abril de 1998).
- Datos: Q69412
- Multimedia: Rolf Landauer / Q69412